# Mảnh vụn không gian

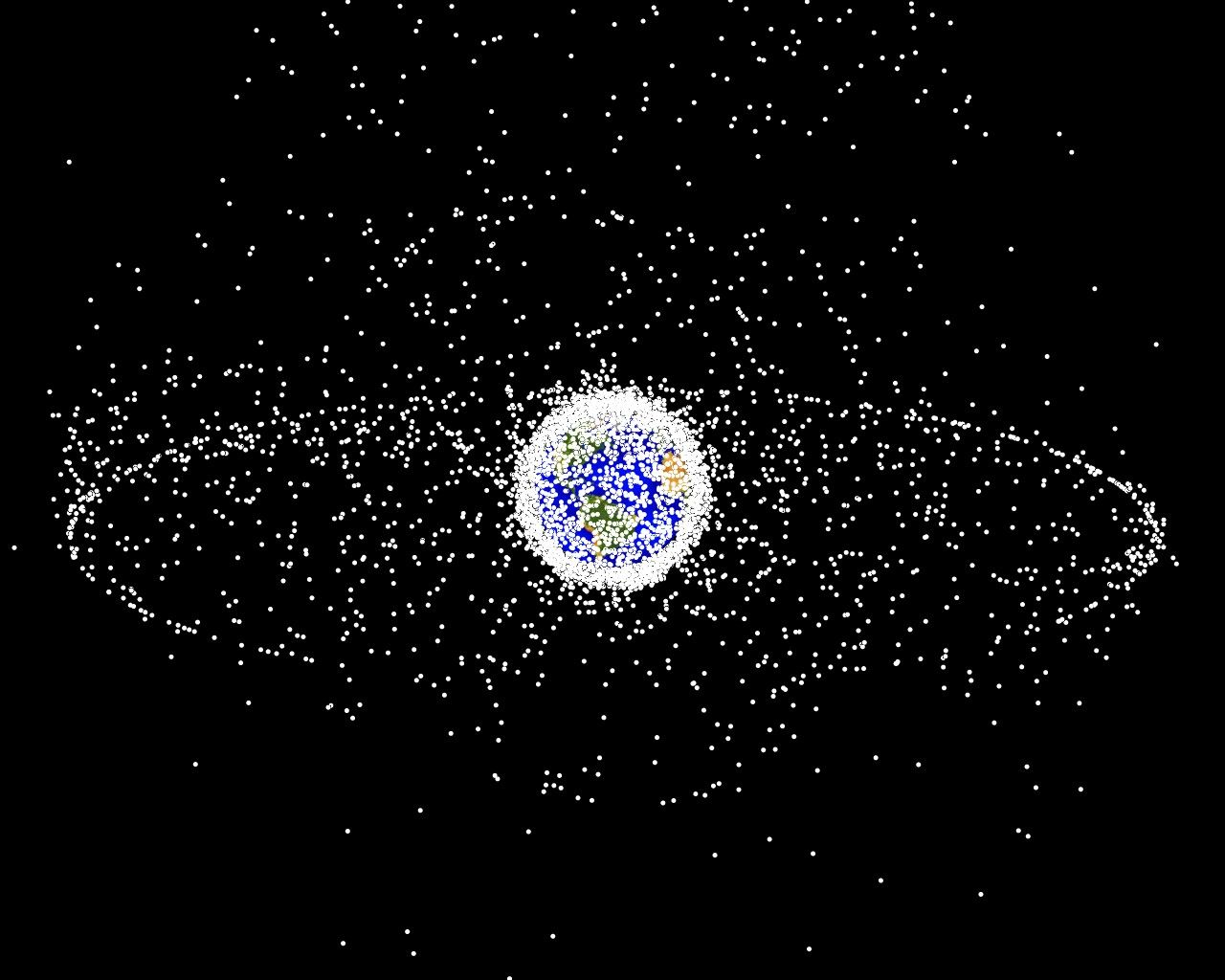
Một hình ảnh do máy tính tạo ra đại diện cho các mảnh vỡ không gian như có thể nhìn thấy từ quỹ đạo Trái Đất cao. Hai trường mảnh vụn chính là vòng các vật thể trong quỹ đạo Trái Đất không đồng bộ (GEO) và đám mây của các vật thể trong quỹ đạo Trái Đất thấp (LEO).

Mảnh vụn không gian hay Rác vũ trụ ban đầu dùng để chỉ các mảnh vụn tự nhiên được tìm thấy trong Hệ Mặt Trời: tiểu hành tinh, sao chổi và thiên thạch. Tuy nhiên, với sự khởi đầu năm 1979 của Chương trình Mảnh vỡ Quỹ đạo của NASA, thuật ngữ này cũng đề cập đến các mảnh vụn (rác thải không gian hoặc rác không gian) từ các vật thể không còn tồn tại được tạo ra trong không gian, đặc biệt là trên quỹ đạo Trái Đất. Chúng bao gồm các vệ tinh cũ và vụn tên lửa được phóng lên, cũng như các mảnh vỡ từ sự tan rã và va chạm của chúng.
Tính đến tháng 12 năm 2016, năm vụ va chạm vệ tinh đã tạo ra các mảnh vụn không gian. Mảnh vụn không gian còn được gọi là mảnh vụn quỹ đạo, hoặc rác không gian.
Tính đến ngày 5 tháng 7 năm 2016, Bộ Tư lệnh Chiến lược Hoa Kỳ đã theo dõi tổng cộng 17.852 vật thể nhân tạo trên quỹ đạo trên Trái Đất, bao gồm 1.419 vệ tinh đang hoạt động. Tuy nhiên, đây chỉ là những đối tượng đủ lớn để được theo dõi. Tính đến tháng 7 năm 2013, hơn 170 triệu mảnh vụn nhỏ hơn 1 cm (0,4 in), khoảng 670.000 mảnh vụn cỡ 1–10 cm và khoảng 29.000 mảnh lớn hơn được ước tính nằm trên quỹ đạo quanh Trái Đất. Va chạm với các mảnh vỡ đã trở thành mối nguy hiểm cho tàu vũ trụ; chúng gây ra thiệt hại gần giống với việc mài bằng cát, đặc biệt nguy hiểm đối với các tấm pin mặt trời và quang học như kính viễn vọng hoặc máy theo dõi ngôi sao không thể được che chắn bằng lá chắn đạn đạo Whip (trừ khi nó trong suốt).